# ハインリヒ・カミンスキ

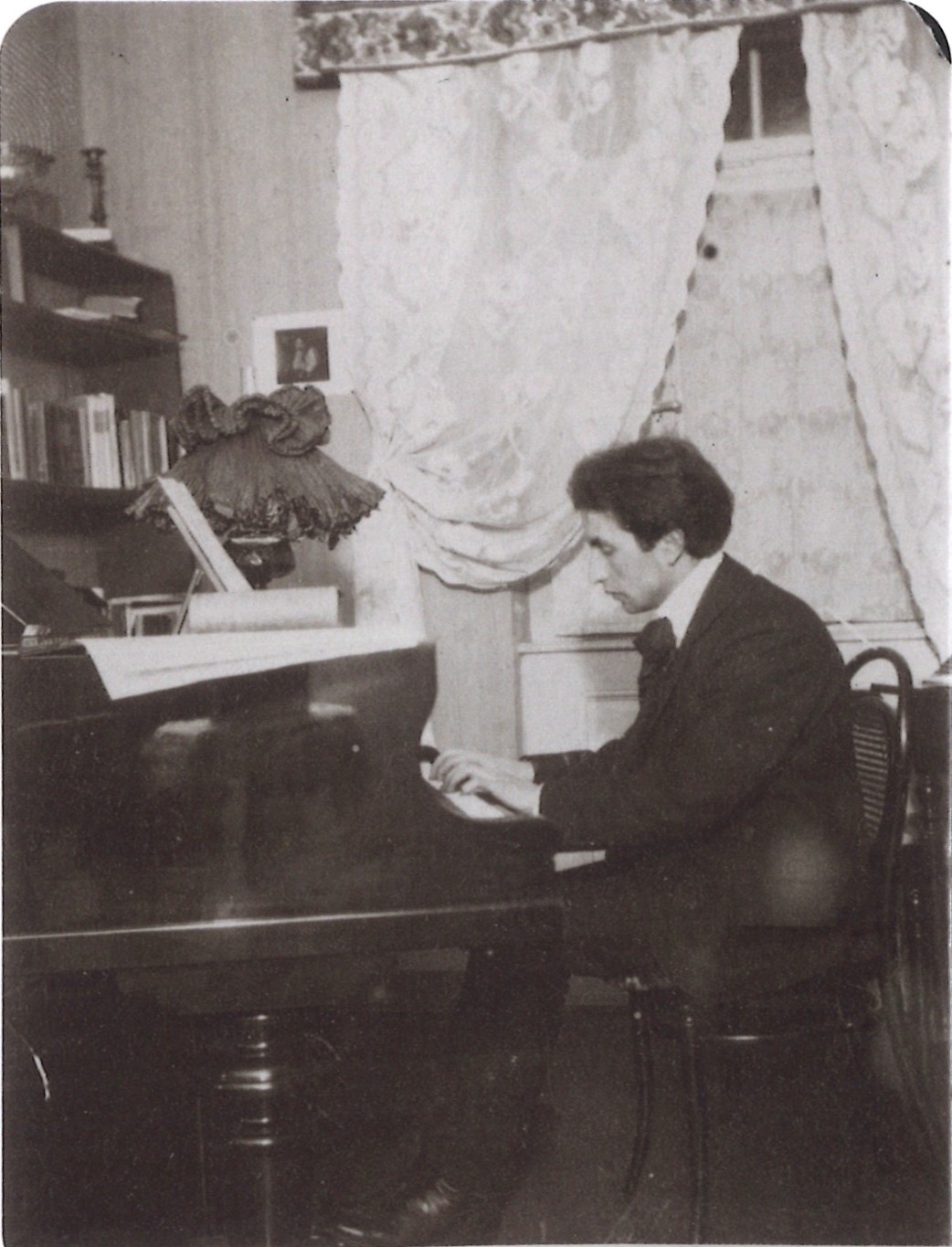
ハインリヒ・カミンスキ (1912)

ハインリヒ・カミンスキ（Heinrich Kaminski, 1886年7月4日 - 1946年6月21日）は、ドイツの作曲家。

## 生涯
ドイツ南部のシュヴァルツヴァルトのティーンゲンにてポーランド系ユダヤ人の家庭に生まれる。
一時期オッフェンバッハに銀行員として務めた後、ハイデルベルクに移って政治学を学ぶが、マルタ・ヴァルブルクと出逢って針路を変更。ヴァルブルクに楽才を認められ、その庇護を受ける。1909年にベルリンに行き、シュテルン音楽院に学ぶ。
1914年にベネディクトボイエルンでピアノ教師として音楽活動を開始。画家のエミール・ノルデやフランツ・マルクと親交を結ぶ。ピアノの弟子であった女性と結婚。
第一次世界大戦中は、合唱指揮者や作曲教師としても活動する。後にベルリン・プロイセン芸術アカデミーに教授職を得、（ハンス・プフィッツナーの轍を踏んで）作曲科のマスタークラスを監督する。主要な門人にカール・オルフやハインツ・シューベルト、ラインハルト・シュヴァルツ＝シリングら。
1933年に「政治的信条」を理由に契約の更新がなされず、ベネディクトボイエルンに戻る。音楽活動を再開しようとする試みが何度かなされたものの、同じ理由から水泡に帰した。1938年には「半ユダヤ人」、1941年には「四半ユダヤ人」と宣告され、血統を理由にカミンスキ作品の上演は禁止され続けた。命の危険を察知して、フランスやスイスに潜伏したと言われる。1939年から1945年にかけて3人の子を喪っており、1946年にはバイエルン州北部のリートにて他界した。

## 作品
カミンスキの作品は、オルガン曲、室内楽、協奏曲、歌曲、合唱曲、モテット、歌劇がある。

### 主要作品
- 歌劇
  - Das Spiel vom König Aphelius

- オルガン・ソナタ
  - Psalm 130
  - Der Tag ist hin

- 合奏協奏曲

- 室内楽曲
  - ピアノと弦楽のための四重奏曲 作品1b (1912年)
  - 弦楽四重奏のための劇的ソナタ 嬰ヘ短調 (1912年)
  - 弦楽四重奏曲 ヘ長調 (1913年)
  - 弦楽五重奏曲 嬰ヘ短調 (1915、改訂版1926年)
  - ヴァイオリンとオルガンのための《カンツォーナ》 (1916年)
  - クラリネット、ホルンと弦楽のための五重奏曲 (1925年)
  - ヴァイオリンとオルガンのための《前奏曲とフーガ》 (1927/29年)
  - 2つのヴァイオリンとオルガンのための《音楽》 (1930年)
  - ヴァイオリンとオルガンのための《カノン》 (1931年)
  - ヴィオラのための《前奏曲とフーガ》 (1931/32年)
  - チェロとピアノのための《音楽》 (1935年)
  - Hauskonzert für Violine und Klavier (1940年)
  - ホルンとピアノのための《バラード》 (1941年)